# Royal '95
Royal '95 is een Surinaamse voetbalclub. De thuisbasis van de club is het Dr. Ir. Franklin Essed Stadion in Paramaribo.
De speler Cleven Wanabo  werd in het seizoen 2004-05 in de Hoofdklasse de topscorer met 24 doelpunten.
De club speelde in 2005 mee in de CFU Club Championship van de Caraïbische Voetbalunie.